# Uncinia involuta
Uncinia involuta är en halvgräsart som beskrevs av Bruce Gordon Hamlin. Uncinia involuta ingår i släktet Uncinia och familjen halvgräs. Inga underarter finns listade i Catalogue of Life.